# Sven Scholze
Sven Scholze (* 30. August 1969 in Braunschweig) ist ein ehemaliger deutscher Fußballspieler.

## Karriere
Scholze kam 1991 vom FSB Braunschweig zu Eintracht Braunschweig und stand als Vertragsamateur in der Zweitligasaison 1991/1992 im Profikader beim BTSV. Er bestritt in dieser Spielzeit neun Spiele in der 2. Fußball-Bundesliga. In der Abstiegssaison 1992/93 war er nicht mehr im Kader der 1. Mannschaft Braunschweigs und spielte wieder ausschließlich für die Reserve. 1994 bis 1996 war Scholze wieder bei der inzwischen in der Regionalliga spielenden Mannschaft aktiv. 1995/96 verpassten Scholze und sein Klub mit einem 2. Tabellenplatz den Aufstieg in die zweite Liga relativ knapp. Nach Saisonende verließ er den Verein und wechselte zum TSV Wendezelle aus dem niedersächsischen Wendeburg. Es folgten die weiteren Stationen MTV Gifhorn, BSV Ölper 2000 und Hötzumer SV. Später war Scholze bei verschiedenen Amateurvereinen aus der Region Braunschweig als Trainer tätig.

## Statistik
| Liga          | Spiele (Tore) |
| ------------- | ------------- |
| 2. Bundesliga | 09 (0)        |
| Regionalliga  | 38 (0)        |